# Allègre (Francia)
 Allègre  es una población y comuna francesa, en la región de Auvernia, departamento de Alto Loira, en el distrito de Le Puy-en-Velay. Es la cabecera y mayor población del cantón de su nombre.

## Demografía
| 1447 | 1378 | 1487 | 1512 | 1459 | 1313 | 1176 | 1007 |
| Para los censos de 1962 a 1999 la población legal corresponde a la población sin duplicidades (Fuente: INSEE [Consultar]) |      |      |      |      |      |      |      |